# Kolbein unge
Kolbein unge Arnorsson (Kolbeinn ungi Arnórsson), född år 1208, död den 22 juli 1245, var hövding och godordsman i Skagafjorden på norra Island. Han var huvudman för asbirningarna; den mäktigaste ätten på nordlandet vid Sturlungatidens början. Hans far var Arnor Tumason, bror till skalden Kolbein Tumason, och modern hette Ásdís (eller Aldís) Sigmundardóttir och kom från Valþjófsstaðir. Arnor Tumason dog i Norge år 1221 och sonen Kolbein blev därför i unga år ättens hövding. Han bodde i Víðimýri och senare i Flugumýri. År 1228 ingick han äktenskap med Snorre Sturlassons dotter Hallbera, men blev senare omgift med Helga, dotter till Sämund Jonsson (Sæmundr Jónsson) på Oddi. Det var strategiska äktenskap med syfte att bygga upp allianser under ofredstiden. Kolbein fick inga egna barn.
Kolbein unge bekämpade biskop Gudmund Arason, liksom fadern Arnor och farbrodern Kolbein tidigare hade gjort. Redan år 1218 hade emellertid Gudmund förlorat större delen av sitt politiska inflytande. Ett försök av biskopen att återfå något av sin makt avvärjdes då Kolbein år 1229 placerade honom i ett slags husarrest på biskopsgården i Hólar. Kolbeins främsta fiender var nu sturlungarna. Sedan Sturla Sighvatsson påbörjat sin maktutvidgning slöt Kolbein och Gissur Torvaldsson (av Haukdœla-ätten) förbund mot honom och besegrade honom slutligen i slaget vid Örlygsstad (Örlygsstaðir) den 21 augusti 1238. Både Sturla och fadern Sighvat Sturlasson dräptes i slaget och Kolbein var nu allenarådande i nordlandsfjärdingen. 
År 1242 återvände emellertid Sturlas bror, Tord (Þórðr) kakali, från Norge och visade snart goda ledaregenskaper. Tord samlade anhängare i västlandet, och trots att hans egna styrkor var underlägsna Kolbeins, lyckades han skickligt hålla sig undan. Kolbein gjorde dock ständiga härjningar i väster, och för att råda bot på detta sökte Tord på sommaren gå till offensiv mot nordlandet från sjösidan. I slaget i Hunafloen (Húnaflói) den 25 juni 1244 — det enda sjöslag som utkämpats med enbart islänningar på båda sidorna — blev han emellertid tillbakaslagen av Kolbein, som hade fler och större skepp och mer än dubbelt så mycket manskap. Tord lyckades dock rädda sig undan, men förföljdes av Kolbein som på nytt förhärjade Västfjordarna (Vestfirðir), där han tog eller förstörde alla skepp han fann.
Kolbein misslyckades dock att gripa Tord, och den vintern blev han sjuk och avled på gården i Flugumýri på Maria Magdalena dag (22 juli) år 1245. Han begravdes framför kyrkporten i Hólar vid farbrodern Kolbein Tumasons sida. Följande år var det också slut med asbirningarnas makt. I slaget vid Haugsnes (ett näs söder om Flugumýri i Skagafjorden) den 19 april 1246, led Brand Kolbeinsson, asbirningarnas nye hövding, ett avgörande nederlag och dödades själv i kampen. Detta var det blodigaste slag som utkämpats på Island, med cirka 110 stupade, vilket troligen motsvarar var tionde av de stridande. 